# Harmonisches Pendel
Als harmonisches Pendel bezeichnet man in der Harmonielehre eine mehrmalige, aufeinanderfolgende Wiederholung einer Akkordverbindung. Dabei schreitet ein Ausgangsakkord zu einem zweiten Akkord fort und wird wieder auf den ersteren zurückgeführt. Häufig besteht ein Pendel aus der Tonika und der Dominante, manchmal auch der Subdominante. Entscheidend für die Entstehung des Pendels ist dabei die Basslinie.
Das harmonische Pendel dient meist zur Etablierung oder Bestärkung einer Tonart und wird dafür gerne zu Beginn oder am Ende eines Stückes eingesetzt. Es findet sich häufig in der Volksmusik, wird aber auch zuweilen in der Kunstmusik verwendet.